# 여자의 모든 것
"여자의 모든 것"은 1969년 공개된 대한민국의 영화이다.

## 배역
- 문희
- 백영민
- 최남현
- 김성옥
- 최인숙
- 주증녀
- 김정훈